# Danje paunče
Danje paunče (Nymphalis io) je leptir iz porodice šarenaca (Nymphalidae), rasprostranjen po gotovo cijeloj Europi, preko Grčke do Azije i Japana. Može ih se sresti sve do visina od 2 500 m u vrlo različitim staništima, od prozračnih šuma, do parkova i vrtova.

## Obilježja
Na smeđecrvenim krilima ima tamne pjege i velike točke u obliku oka, s crnim, plavim i žuto obojenim ljuskicama, a raspon krila mu je od 6 do 7 cm. Vanjski rub oba para krila je obrubljen sivosmeđe, kao što je boja tijela i "korijen" krila. Donje strane krila su tamno sivo i crno marmorirane.
- Danje paunče
- △ Danje paunče

Gusjenice su oko 42 mm duge. Crne su, s brojnim, finim bijelim točkicama i crnim "trnovima".

### Zaštita od grabežljivaca
Kako je danje paunče relativno dugoživ leptir, ima vrlo dobru zaštitu od grabežljivaca. U mirovanju sa sklopljenim krilima ovi leptiri podsjećaju na suho lišće. Kad se osjete ugroženim, obrambeni mehanizam im je naglo širenje krila kako bi "oči" na gornjoj strani krila postale uočljive, i ispuštanje siktavog zvuka. Zoolozi univerziteta u Stockholmu su usporednim pokušajima utvrdili da kod ove obrambene strategije najveći zastrašujući učinak na grabežljivca ima signal koji šalju oči na gornjim stranama krila. Pretpostavlja se, da veličina očiju signalizira grabežljivcu oči neke velike životinje.
Glavni neprijatelj su im Sturmia bella i Phryxe vulgaris, vrste muha koje se hrane parazitirajući na njihovim gusjenicama.

### Način života
Ovi leptiri se dobro snalaze kako sa suvremenom poljoprivredom, tako i s drugim datostima koje proizlaze iz ljudskih zahvata u okoliš. Povoljno na njih djeluje i sposobnost kopriva da brzo rastu na tlu bogatom dušikom, kao posljedicom pretjeranog gnojenja. Za prezimljavanje, traže blago vlažna i zaštićena mjesta kao što su špilje, podrumi ili lisičje jame. Ponekad zalutaju i u potkrovlja, no tu se osuše zbog nedovoljne vlažnosti

### Pojavnost
Vrlo je čest i pronalazi ga se najčešće na područjima gdje rastu koprive, često se sunča, a zimska se generacija pojavljuje od ožujka do travnja, ljetna od lipnja do rujna.

### Hrana gusjenica
Gusjenice se hrane isključivo velikom koprivom (Urtica dioica), no povremeno koriste i druge vrste kopriva. Populacije, koje žive na Samosu gdje ne rastu koprive, hrane se biljkom Parietaria officinalis, inače iz iste porodice kao koprive.

## Galerija
- gusjenica
- kukuljica, druga generacija
- leptir, raširenih....
- ...i sklopljenih krila

### Pojedinačni dokazi
1. ↑  Velika ilustrirana enciklopedija, životinje, Mozaik knjiga, Zagreb, 2005. 2. izdanje, ISBN 953-196-088-7
2. 1 2 3  Tom Tolman, Richard Lewington: Die Tagfalter Europas und Nordwestafrikas, S. 145f, Franckh-Kosmos Verlags-GmbH & Co, Stuttgart 1998, ISBN 3-440-07573-7
3. 1 2 3 4  Heiko Bellmann: Der Neue Kosmos Schmetterlingsführer, Schmetterlinge, Raupen und Futterpflanzen, S. 170, Franckh-Kosmos Verlags-GmbH & Co, Stuttgart 2003, ISBN 3-440-09330-1

## Vanjske poveznice
|  | Zajednički poslužitelj ima stranicu o temi Danje paunče |
|  | Wikivrste imaju podatke o taksonu Danjem paunčetu       |

- www.lepiforum.de Fotografije i taksonomija (njem.)
- Kukuljice leptira (njem.)
- Mario Meier – Europski leptiri (njem.)
- Europski leptiri (engl.)
- Moljci i leptiri Europe i sjeverne Afrike (engl.)
- Fotografije i informacije (engl.)
- Fauna Europe  Arhivirana inačica izvorne stranice od 21. ožujka 2008. (Wayback Machine) Taksonomija (engl.)